# پیلز
پیلز (انگلیسی: Pilz) شرکت الکترونیک چینی است، که در سال ۱۹۴۸ تأسیس شد.